# The Lonely Woman
Pour plus de détails, voir Fiche technique et Distribution.
The Lonely Woman est un film américain réalisé par Thomas N. Heffron, sorti en 1918.

## Synopsis
Martha Sellers, une jeune et jolie femme, arrive dans une petite ville près d'Ossining (État de New York). Elle y loue une maison et engage Jim Ransom, l'alcoolique du coin, comme homme à tout faire. Sa personnalité mystérieuse est la source de rumeurs de la part des commères locales, attisées notamment par Percival Peevy. Lorsqu'on apprend qu'elle reçoit du courrier de la prison de Sing Sing, elles demandent qu'elle soit rejetée de la ville. Martha a traité Jim avec une telle gentillesse qu'il se reprend et il finit par confesser qu'il est coupable du crime pour lequel le mari de Martha est incarcéré. Il se rend à la police et Martha retrouve son mari, qu'elle avait toujours cru innocent.

## Fiche technique
- Titre original : The Lonely Woman
- Réalisation : Thomas N. Heffron
- Scénario : Catherine Carr
- Photographie : Edward A. Kull, Jacob Kull
- Société de production : Triangle Film Corporation
- Société de distribution : Triangle Distributing Corporation
- Pays de production :  États-Unis
- Langue originale : anglais
- Format : noir et blanc — 35 mm — 1,37:1 — Film muet
- Genre : drame
- Durée : 50 minutes (5 bobines)
- Dates de sortie :
  - États-Unis : 28 avril 1918
- Licence : Domaine public

## Distribution
- Belle Bennett : Martha Sellers
- Lee Hill : Jim Ransom
- Percy Challenger : Percival Peevy
- Anna Dodge : Mme Peevy
- Blanche Gray : Mme Dixon
- Alberta Lee : Mme Pendleton
- Walter Perkins : le maire